# Buonfornello
Buonfornello (Bonfuinnellu in siciliano) è una frazione di Termini Imerese in provincia di Palermo.
Nei pressi della frazione si trovano la foce del fiume Imera Settentrionale e gli scavi archeologici della colonia greca di Himera, fondata nel 648 a.C. da Calcidesi provenienti da Zancle (l'odierna Messina).

## Infrastrutture e trasporti

### Strade
La frazione è il punto d'incontro tra l'autostrada A19 Palermo-Catania e l'autostrada A20 (di cui Buonfornello è il termine) per Messina. Dalla frazione inizia la strada europea E932, coincidente ad una tratta dell'A19.

### Ferrovie
La stazione ferroviaria di Buonfornello si trovava sulla linea Palermo-Messina ma fu dismessa il 16 marzo del 2008 a seguito della realizzazione di un tracciato in variante per il raddoppio della linea da Fiumetorto a Cefalù.